# Poenomia maculata
Poenomia maculata är en fjärilsart som beskrevs av William Schaus 1913. Poenomia maculata ingår i släktet Poenomia och familjen nattflyn. Inga underarter finns listade i Catalogue of Life.